# Старо Село Топуско
Старо Село Топуско је насељено место у општини Топуско, на Кордуну, Република Хрватска.

## Историја
Током Другог светског рата усташе су убиле 601 становника овог села само зато што су били Срби православне вере.
До територијалне реорганизације у Хрватској насеље се налазило у саставу бивше велике општине Вргинмост. Старо Село Топуско се од распада Југославије до августа 1995. године налазило у Републици Српској Крајини.

## Становништво
На попису становништва 2011. године, Старо Село Топуско је имало 154 становника.

## Попис 1991.
На попису становништва 1991. године, насељено место Старо Село Топуско је имало 402 становника, следећег националног састава:
| Попис 1991.‍  | Попис 1991.‍  | Попис 1991.‍ | Попис 1991.‍ | Попис 1991.‍ |
| ------------ | ------------ | ----------- | ----------- | ----------- |
|              |              |             |             |             |
| Срби         | Срби         |             | 274         | 68,15%      |
| Хрвати       | Хрвати       |             | 119         | 29,60%      |
| Југословени  | Југословени  |             | 6           | 1,49%       |
| Муслимани    | Муслимани    |             | 1           | 0,24%       |
| неопредељени | неопредељени |             | 2           | 0,49%       |
| укупно: 402  |              |             |             |             |